# Bell Boeing Quad TiltRotor
Il Bell Boeing Quad TiltRotor (sigla QTR) è un progetto di convertiplano quadrirotore derivato dal Bell V-22 Osprey e sviluppato congiuntamente dalle aziende statunitensi Bell Helicopter Textron e Boeing Integrated Defense Systems come concorrente al programma U.S. Army Joint Heavy Lift.
Il mezzo aereo consentirà di avere la capacità di carico equivalente a quella di un Lockheed C-130 Hercules, una velocità di crociera di 250 kt (463 km/h) e di atterrare verticalmente come un elicottero in territori edificati.

## Storia

### Sviluppo

#### Costi e progettazione
Il prezzo presunto si aggira sui 400 milioni $.

### Impiego operativo

#### Previsto
Come si vede dalle sue prime immagini questo velivolo di grosse dimensioni avrà la stessa funzione della sua versione ad ala fissa C-130.
Con il QTR il corpo dei marines stima di poter muovere fino a 12.000 tonnellate di approvvigionamento verso i suoi uomini ogni giorno senza dipendere dalle principali rotte.

## Descrizione tecnica
Questo convertiplano ha due serie di ali con installati i motori del Bell Boeing V-22 Osprey.
In più rispetto al fratello minore V-22 ha i motori posteriori che in crociera possono fornire una maggiore spinta e quindi una maggiore velocità.
Con questo progetto la Bell ha cercato di realizzare quindi un nuovo mercato di convertiplano adatto al trasporto ad alta velocità che non richieda però, come succede negli aerei ad ala fissa, uno spazio di atterraggio e decelerazione troppo grande, al QTR infatti bastano 2 acri di terra.
La particolarità di questo mezzo è che il timone di direzione verticale è completamente eliminabile.

### Capacità di carico
- 90 militari
- 70 barellati
- 1 AH-64 Apache
- 1 Obice da 105 o 155 millimetri
- 3 HMMWV

## Utilizzatori

### Previsti
Stati Uniti
- United States Marine Corps
- United States Air Force